# Chou Tien-chen
Chou Tien-chen (chiń. 周天成; pinyin Zhōu Tiānchéng; ur. 8 stycznia 1990 w Tajpej) – tajwański badmintonista. Pierwszy od 17 lat Tajwańczyk, który w 2016 zwyciężył w Chinese Taipei Open w grze pojedynczej mężczyzn. Poprzednim Tajwańczykiem, który w 1999 zdobył złoto w tym turnieju był urodzony w Indonezji Fung Permadi. Pierwszy turniej rangi BWF Super Series wygrał w 2014 roku podczas 2014 Yonex French Open, pokonując w finale Wanga Zhengming 10-21, 25-23, 21-19. Jako jedyny zawodnik w męskim badmintonie wygrał trzy kolejne Bitburger Open w latach 2012-2014.
Chou Uczestniczył w konkurencji singla mężczyzn na Letnich Igrzyskach Olimpijskich 2016 w Rio de Janeiro. Dotarł do fazy ćwierćfinałowej, w której przegrał z Lee Chong Wei 9–21, 15–21. Brał również udział na igrzyskach w Tokio i Paryżu. W obu tych turniejach również dotarł do ćwierćfinału.

## Osiągnięcia
| Rok                                      | Turniej                             | Wynik            | Przeciwnik          | Wynik               |
| ---------------------------------------- | ----------------------------------- | ---------------- | ------------------- | ------------------- |
| 2016                                     | Chinese Taipei Open Grand Prix Gold | Zwycięzca        | Qiao Bin            | 21-17, 21-18        |
| 2016                                     | German Open Grand Prix Gold         | 2. miejsce       | Lin Dan             | 21-15, 17-21, 17-21 |
| 2015                                     | Yonex French Open Super Series      | 2. miejsce       | Lee Chong Wei       | 13-21, 18-21        |
| 2015                                     | Chinese Taipei Open Grand Prix Gold | 2. miejsce       | Chen Long           | 21-15, 9-21, 6-21   |
| 2014                                     |                                     |                  |                     |                     |
| Yonex French Open Super Series           | Zwycięzca                           | Wang Zhengming   | 10-21, 25-23, 21-19 |                     |
| Bitburger Open Grand Prix Gold           | Zwycięzca                           | Scott Evans      | 21-17, 21-10        |                     |
| Yonex US Open Grand Prix Gold            | 2. miejsce                          | Nguyễn Tiến Minh | 19-21, 21-14, 19-21 |                     |
| 2013                                     |                                     |                  |                     |                     |
| Bitburger Open Grand Prix Gold           | Zwycięzca                           | Marc Zwiebler    | 13-21, 21-18, 21-15 |                     |
| 2012                                     |                                     |                  |                     |                     |
| Welsh International Challenge            | Zwycięzca                           | Kuan Beng Hong   | 21-15, 21-13        |                     |
| Norwegian International Challenge        | Zwycięzca                           | Tan Chun Seang   | 21-17, 21-12        |                     |
| Iceland International Series             | Zwycięzca                           | Ha Young-woong   | 21-19, 23-21        |                     |
| 2012 Bitburger Open Grand Prix Gold      | Zwycięzca                           | Marc Zwiebler    | 21-19, 21-12        |                     |
| 2012 Canada Open Grand Prix              | Zwycięzca                           | Lin Yu-hsien     | 15-21, 21-16, 21-9  |                     |
| 2012 Chinese Taipei Open Grand Prix Gold | 2. miejsce                          | Nguyễn Tiến Minh | 11-21, 17-21        |                     |
| 2011                                     |                                     |                  |                     |                     |
| Dutch Open Grand Prix                    | 2. miejsce                          | Hsueh Hsuan-yi   | 21-18, 15-21, 16-21 |                     |

    Mistrzostwa Świata
    Super Series Masters Finals
    Super Series Premier
    Super Series
    Grand Prix Gold
    Grand Prix
    International Challenge
    International Series
    Future Series
    BWF Team Events